# Belgische Gouden Schoen 2012
De Belgische Gouden Schoen 2012 werd op 23 januari 2013 uitgereikt. De Congolees Dieumerci Mbokani won de voetbaltrofee voor de eerste keer. Hij werd de derde Afrikaanse laureaat na Aruna Dindane en Mbark Boussoufa.
De verkiezing vond niet zoals gebruikelijk plaats in het casino van Oostende, maar in de studio's van VTM. De organisatoren van de trofee waren immers niet tot een overeenkomst gekomen. De presentatie werd geleid door Tom Coninx, Luk Alloo, Katja Retsin en Kürt Rogiers.

## De prijsuitreiking

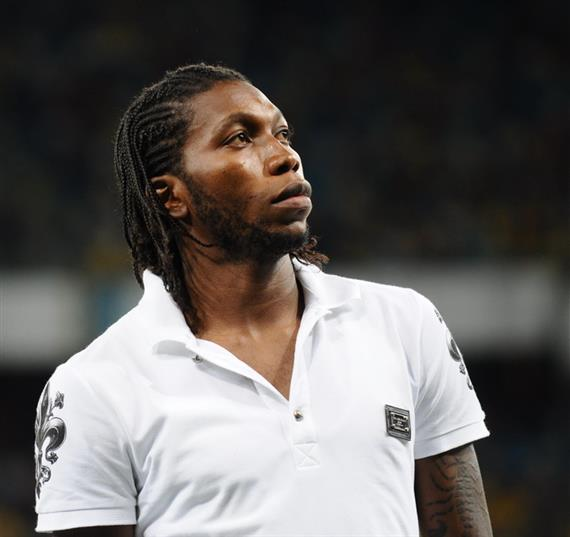
Dieumerci Mbokani kon de trofee niet zelf in ontvangst nemen.

Matías Suárez, de winnaar van 2011, was al sinds het begin van het seizoen 2012/13 geblesseerd en volgde zichzelf niet op als houder van de Gouden Schoen. Op voorhand werden onder meer Dieumerci Mbokani, Carlos Bacca, Silvio Proto, Thomas Buffel, Jelle Van Damme, Benjamin De Ceulaer en Jelle Vossen genoemd als favorieten.
Mbokani, die in 2012 de landstitel veroverde met RSC Anderlecht, maakte zijn favorietenrol waar. De Congolese spits, die in 2009 nog vijfde werd in de einduitslag, won met ruime voorsprong op Jelle Vossen van KRC Genk. Mbokani viel in het kalenderjaar 2012 vooral op door zijn neus voor doelpunten. In play-offs I scoorde hij tegen elke tegenstander een doelpunt en legde zo mee de basis voor Anderlechts 31e landstitel. In het seizoen 2012/13 plaatste hij zich met paars-wit voor de Champions League. Ook op het kampioenenbal was hij met treffers tegen Zenit Sint-Petersburg en Málaga belangrijk voor zijn team. 
Mbokani was door zijn deelname aan de Afrika Cup niet aanwezig. De trofee werd daarom door Paul Van Himst overhandigd aan Mbokani's ploegmaat Cheikhou Kouyaté en voorzitter Roger Vanden Stock.
Annelien Coorevits, vriendin van Olivier Deschacht, werd verkozen tot Spelersvrouw van het Jaar. Ze kreeg gouden schoenen van de Franse ontwerper Christian Louboutin. Van de Belgische scheidsrechters kreeg Tom Van Imschoot van RAEC Mons de Fair-Play Prijs. Hij kreeg de trofee uit handen van Alain Nieuwenhuizen, zoon van de Nederlandse grensrechter Richard Nieuwenhuizen die in december 2012 stierf ten gevolge van voetbalgeweld. De omhaal van Dalibor Veselinović tegen KAA Gent, ten slotte, werd uitgeroepen tot Doelpunt van het Jaar.

## Uitslag
| Nr. | Land                    | Naam                | Club(s)                         | Ptn. |
| --- | ----------------------- | ------------------- | ------------------------------- | ---- |
| 1.  | Vlag van Congo-Kinshasa | Dieumerci Mbokani   | RSC Anderlecht                  | 401  |
| 2.  | Vlag van België         | Jelle Vossen        | KRC Genk                        | 178  |
| 3.  | Vlag van België         | Silvio Proto        | RSC Anderlecht                  | 154  |
| 4.  | Vlag van België         | Kevin De Bruyne     | KRC Genk / Werder Bremen        | 113  |
| 5.  | Vlag van Argentinië     | Matías Suárez       | RSC Anderlecht                  | 57   |
| 6.  | Vlag van Colombia       | Carlos Bacca        | Club Brugge                     | 53   |
| 7.  | Vlag van België         | Thomas Buffel       | KRC Genk                        | 40   |
| 8.  | Vlag van Argentinië     | Lucas Biglia        | RSC Anderlecht                  | 32   |
| 9.  | Vlag van Frankrijk      | Jérémy Perbet       | RAEC Mons                       | 24   |
| "   | Vlag van Frankrijk      | Franck Berrier      | Zulte Waregem                   | 24   |
| 11. | Vlag van België         | Dennis Praet        | RSC Anderlecht                  | 17   |
| 12. | Vlag van België         | Christian Benteke   | KRC Genk / Aston Villa          | 15   |
| "   | Vlag van Senegal        | Cheikhou Kouyaté    | RSC Anderlecht                  | 15   |
| 14. | Vlag van België         | Guillaume Gillet    | RSC Anderlecht                  | 12   |
| 15. | Vlag van Nederland      | Ryan Donk           | Club Brugge                     | 11   |
| 16. | Vlag van België         | Maxime Lestienne    | Club Brugge                     | 10   |
| 17. | Vlag van Nigeria        | Imoh Ezekiel        | Standard Luik                   | 8    |
| 18. | Vlag van België         | Jelle Van Damme     | Standard Luik                   | 7    |
| 19. | Vlag van Nigeria        | Joseph Akpala       | Club Brugge / Werder Bremen     | 6    |
| 20. | Vlag van België         | Benjamin De Ceulaer | KSC Lokeren / KRC Genk          | 5    |
| 21. | Vlag van Denemarken     | Niki Zimling        | Club Brugge                     | 4    |
| 22. | Vlag van Gambia         | Sawaneh Ibou        | RAEC Mons / Oud-Heverlee Leuven | 3    |
| "   | Vlag van België         | Brecht Dejaegere    | KV Kortrijk                     | 3    |
| "   | Vlag van Frankrijk      | Julien Gorius       | KV Mechelen / KRC Genk          | 3    |
| "   | Vlag van Servië         | Milan Jovanović     | RSC Anderlecht                  | 3    |
| "   | Vlag van Argentinië     | Hernán Losada       | Beerschot AC                    | 3    |
| "   | Vlag van Denemarken     | Nicklas Pedersen    | FC Groningen / KV Mechelen      | 3    |
| 28. | Vlag van Ivoorkust      | Barry Boubacar Copa | KSC Lokeren                     | 2    |
| "   | Vlag van België         | Christian Brüls     | KAA Gent                        | 2    |
| "   | Vlag van België         | Vadis Odjidja-Ofoe  | Club Brugge                     | 2    |
| "   | Vlag van Frankrijk      | William Vainqueur   | Standard Luik                   | 2    |
| "   | Vlag van IJsland        | Eiður Guðjohnsen    | AEK Athene / Cercle Brugge      | 2    |
| 33. | Vlag van Zuid-Afrika    | Ayanda Patosi       | KSC Lokeren                     | 1    |
| "   | Vlag van België         | Olivier Deschacht   | RSC Anderlecht                  | 1    |
| "   | Vlag van België         | Davy De fauw        | Zulte Waregem                   | 1    |
| "   | Vlag van Denemarken     | Jesper Jørgensen    | KAA Gent / Club Brugge          | 1    |
| "   | Vlag van Hongarije      | László Köteles      | KRC Genk                        | 1    |
| "   | Vlag van België         | Junior Malanda      | Lille OSC / Zulte Waregem       | 1    |
| "   | Vlag van België         | Ilombe Mboyo        | KAA Gent                        | 1    |
| "   | Vlag van Frankrijk      | Parfait Mandanda    | Sporting Charleroi              | 1    |
| "   | Vlag van België         | Thorgan Hazard      | RC Lens / Zulte Waregem         | 1    |
| "   | Vlag van België         | Jordan Remacle      | Oud-Heverlee Leuven / KAA Gent  | 1    |
| "   | Vlag van Burundi        | Mohamed Tchité      | Standard Luik / Club Brugge     | 1    |
| "   | Vlag van België         | Igor Vetokele       | Cercle Brugge / FC Kopenhagen   | 1    |

1954 · 
1955 · 
1956 · 
1957 · 
1958 · 
1959 · 
1960 · 
1961 · 
1962 · 
1963 · 
1964 · 
1965 · 
1966 · 
1967 · 
1968 · 
1969 · 
1970 · 
1971 · 
1972 · 
1973 · 
1974 · 
1975 · 
1976 · 
1977 · 
1978 · 
1979 · 
1980 · 
1981 · 
1982 · 
1983 · 
1984 · 
1985 · 
1986 · 
1987 · 
1988 · 
1989 · 
1990 · 
1991 · 
1992 · 
1993 · 
1994 · 
1995 · 
1996 · 
1997 · 
1998 · 
1999 · 
2000 · 
2001 · 
2002 · 
2003 · 
2004 · 
2005 · 
2006 · 
2007 · 
2008 · 
2009 · 
2010 · 
2011 · 
2012 · 
2013 · 
2014 · 
2015 · 
2016 · 
2017 ·
2018 ·
2019 ·
2020 ·
2022 ·
2023 ·
2024